# Linnaemya zhangi
Linnaemya zhangi là một loài ruồi trong họ Tachinidae.